# 二刀流 (體育)
二刀流是指在一些群體性對抗的體育運動（如篮球和冰球等）中，進攻和防守都很出色的球员。而在棒球比賽中，同時擅长投球與击球的球员也被稱為二刀流，如大谷翔平、貝比魯斯。
此詞原自日语，指雙手持刀發動攻擊的武士劍法。

## 外部連結
- Duncan, Mike. "Shohei Ohtani, The Bambino, and Bullet Joe," （页面存档备份，存于） The Hardball Times（2018-04-11）.
- Jaffe, Jay. "Shohei Ohtani and Beyond: a History of Double-Duty Players," （页面存档备份，存于） FanGraphs（2018-04-06）.